# Clubiona gallagheri
Clubiona gallagheri là một loài nhện trong họ Clubionidae.
Loài này thuộc chi Clubiona. Clubiona gallagheri được Alberto Barrion & James A. Litsinger miêu tả năm 1995.